# Bozsik Péter
Bozsik Péter (Budapest, 1961. október 30. –) magyar labdarúgó, edző, 2006-ban a magyar labdarúgó-válogatott szövetségi kapitánya. Bozsik József, az Aranycsapat olimpiai bajnok játékosának fia.

## Pályafutása
Játékosként nem volt túl sikeres, edzőként viszont számos eredmény köthető a nevéhez. Első kiugró sikerét a Budapesti Vasassal érte el, a csapatot szezon közben átvéve a 3. helyre hozta fel. Következő állomáshelyén, a Zalaegerszegi TE-nél az első évben bajnoki címet nyert, majd sokáig emlékezetes mérkőzésen győzte le csapatával a Manchester Unitedet a 2002-2003-as Bajnokok Ligája sorozat selejtezőjében. A következő szezon gyenge szereplése miatt nem hosszabbítottak vele szerződést, végül mégis maradt, de csak 5 mérkőzésen ülhetett a kispadon az új idényben, ekkor menesztették és Mihalecz István váltotta. Még abban az idényben a Haladás edzőjének nevezték ki, itt 9 mérkőzésen ült a kispadon, utána távoznia kellett, s az ő edzősködése alatti idő is nagyban hozzájárult, hogy a Haladás utolsó lett. Összesen 89 bajnoki mérkőzésen ült az élvonalban a kispadon.
Ezek után a Viasat 3 nevű kereskedelmi csatorna szakértője lett, ahol a BL mérkőzések szünetében értékelt. A 2006-os világbajnokság alatt az RTL KLub szakértője volt.
2006 márciusában Kisteleki István javaslatára az MLSZ közgyűlése kinevezte szövetségi kapitánynak. Vele – bár ígéretesen indultak az edzőmeccsek (győzelem Ausztriában) – a válogatott történetének mélypontjára süllyedt, még a fél profi Málta is legyőzte a magyar válogatottat. Bozsik József és Bozsik Péter az első olyan labdarúgó apa és fia páros, akik betöltötték a szövetségi kapitányi posztot.
Ezek után a 2006 októberében Győrben, az MLSZ közgyűlésén nem fogadták el beszámolóját, mire kénytelen volt lemondani.
2012-ben az NB III Duna csoportjában szereplő Sárisáp-TASK vezetőedzője lett. 2013 nyarán az FC Tatabánya ügyvezetője, majd októberben a vezetőedzője is lett. 2014 májusában felmondták a szerződését. 2016 október 20-án a Komárom VSE vezetőedzőjének nevezték ki.
2021. május 10-én leigazolta az NB III Nyugati csoportjában szereplő Komáromi VSE, melynek valójában a vezetőedzője. Május 2-án, miután a III. Kerület elleni mérkőzésen - mint edzőt - kiállították 3 meccses eltiltást kapott. Ebből 1-et letöltött, ezután pedig a Nagyatád ellen a mérkőzés jegyzőkönyve alapján már ismét a kispadon ült, mint játékos.

## Sikerei, díjai

### Edzőként
Zalaegerszegi TE
- Magyar bajnokság
  - bajnok: 2001–2002

Vasas SC
- Magyar bajnokság
  - bronzérmes: 2000–2001

### Egyéni
- A Magyar Köztársasági Érdemrend lovagkeresztje (2002)
- Lázár Bence-díj (2021)[12]

Edzői statisztika
| Csapat               | –tól              | –ig                 | Statisztika | Statisztika | Statisztika | Statisztika | Statisztika | Statisztika | Statisztika | Statisztika |
| Csapat               | –tól              | –ig                 | M           | GY          | D           | V           | RG          | KG          | GK          | GY %        |
| -------------------- | ----------------- | ------------------- | ----------- | ----------- | ----------- | ----------- | ----------- | ----------- | ----------- | ----------- |
| Vasas                | 2001. március 3.  | 2001. június 23.    | 17          | 8           | 6           | 3           | 38          | 28          | +10         | 47,1%       |
| Zalaegerszegi TE     | 2001. július 14.  | 2003. augusztus 31. | 75          | 36          | 16          | 23          | 141         | 111         | +30         | 48%         |
| Szombathelyi Haladás | 2003. október 25. | 2004. március 20.   | 9           | 1           | 2           | 6           | 3           | 23          | –20         | 11,1%       |
| Magyarország         | 2006. május 24.   | 2006. október 11.   | 7           | 3           | 0           | 4           | 10          | 12          | –2          | 42,9%       |
| Sárisáp–TASK         | 2012. március 10. | 2013. október 6.    | 48          | 21          | 11          | 16          | 82          | 79          | +3          | 43,8%       |
| FC Tatabánya         | 2013. október 12. | 2014. május 18.     | 20          | 3           | 5           | 12          | 15          | 38          | –23         | 15%         |
| Összesítve           | Összesítve        | Összesítve          | 176         | 72          | 40          | 64          | 289         | 291         | –2          | 40,9%       |

Csak a bajnoki mérkőzéseket számítva.

## Statisztika

### Mérkőzései szövetségi kapitányként
| Magyarország | Magyarország        | Magyarország                    | Magyarország        | Magyarország | Magyarország | Magyarország | Magyarország | Magyarország |
| #            | Dátum               | Helyszín                        | Hazai               | Eredmény     | Vendég       | Kiírás       | Gólok        | Esemény      |
| ------------ | ------------------- | ------------------------------- | ------------------- | ------------ | ------------ | ------------ | ------------ | ------------ |
| 1.           | 2006. május 24.     | Budapest, Szusza Ferenc Stadion | Magyarország        | 2 – 0        | Új-Zéland    | barátságos   | -            |              |
| 2.           | 2006. május 30.     | Manchester, Old Trafford        | Anglia              | 3 – 1        | Magyarország | barátságos   | -            |              |
| 3.           | 2006. augusztus 16. | Linz, UPC-Arena                 | Ausztria            | 1 – 2        | Magyarország | barátságos   | -            |              |
| 4.           | 2006. szeptember 2. | Budapest, Szusza Ferenc Stadion | Magyarország        | 1 – 4        | Norvégia     | Eb-selejtező | -            |              |
| 5.           | 2006. szeptember 6. | Zenica, Bilino Polje Stadion    | Bosznia-Hercegovina | 1 – 3        | Magyarország | Eb-selejtező | -            |              |
| 6.           | 2006. október 7.    | Budapest, Puskás Ferenc Stadion | Magyarország        | 0 – 1        | Törökország  | Eb-selejtező | -            |              |
| 7.           | 2006. október 11.   | Ta’ Qali, Nemzeti Stadion       | Málta               | 2 – 1        | Magyarország | Eb-selejtező | -            |              |
|              | Összesen            |                                 |                     | -            | mérkőzés     |              | -            | gól          |